# Raïon de Sianno
Le raïon de Sianno (en biélorusse : Сеньненскі раён, Sen'nenski raïon ; en russe : Сенненский район, Sennenski raïon) est une subdivision de la voblast de Vitebsk, en Biélorussie. Son centre administratif est la ville de Sianno.

## Géographie
Le raïon couvre une superficie de 1 966,05 km2, dans le sud-est de la voblast. Le raïon de Sianno est limité au nord par le raïon de Bechankovitchy et le raïon de Vitebsk, à l'est par le raïon de Liozna, au  sud par le raïon d'Orcha et le raïon Talatchyn, et à l'ouest par le raïon de Tchachniki.

## Histoire
Le raïon de Sianno a été créé le 17 juillet 1924.

## Population

### Démographie
Les résultats des recensements de la population (*) font apparaître une diminution rapide de la population du raïon depuis 1959.
| 1959*  | 1970*  | 1979*  | 1989*  | 1999*  | 2009*  |
| ------ | ------ | ------ | ------ | ------ | ------ |
| 56 494 | 50 811 | 43 264 | 38 957 | 34 420 | 26 307 |

### Nationalités
Selon les résultats du recensement de 2009, la population du raïon se composait essentiellement des deux nationalités suivantes :
- 94,21 % de Biélorusses ;
- 4,31 % de Russes.

### Langues
En 2009, la langue maternelle était le biélorusse pour 79,49 % des habitants du raïon de Sianno et le russe pour 19,29 %. Le biélorusse était parlé à la maison par 50,25 % de la population et le russe par 44,94 %.